# Беллинчони, Бернардо
К портрету мадонны Чечилии,

написанному Леонардо

– Природа, сердишься, завидуешь чему-то?

– Да Винчи, что звезду земную написал,

Чечилию, чей взгляд прекрасный так блистал,

Что солнца лик сумел затмить он на минуту.

– Вся честь – одной тебе, Природа; хоть как будто

На полотне – вся слух, сомкнувшая уста…

Знай, ведь она теперь живая навсегда,

И стала вечным твоей славы атрибутом.

За это – славь Иль Моро. Или всё же,

Талант и руку Леонардо восхвали,

Он сохранил тебя навеки для потомства.

Портрет увидев, люди скажут грёжа,

Что им сейчас как дар преподнесли,

Пленительный пример природы чудотворства.
Бернардо Беллинчони (итал. Bernardo Bellincioni; 1452—1492) — итальянский поэт эпохи Ренессанса.

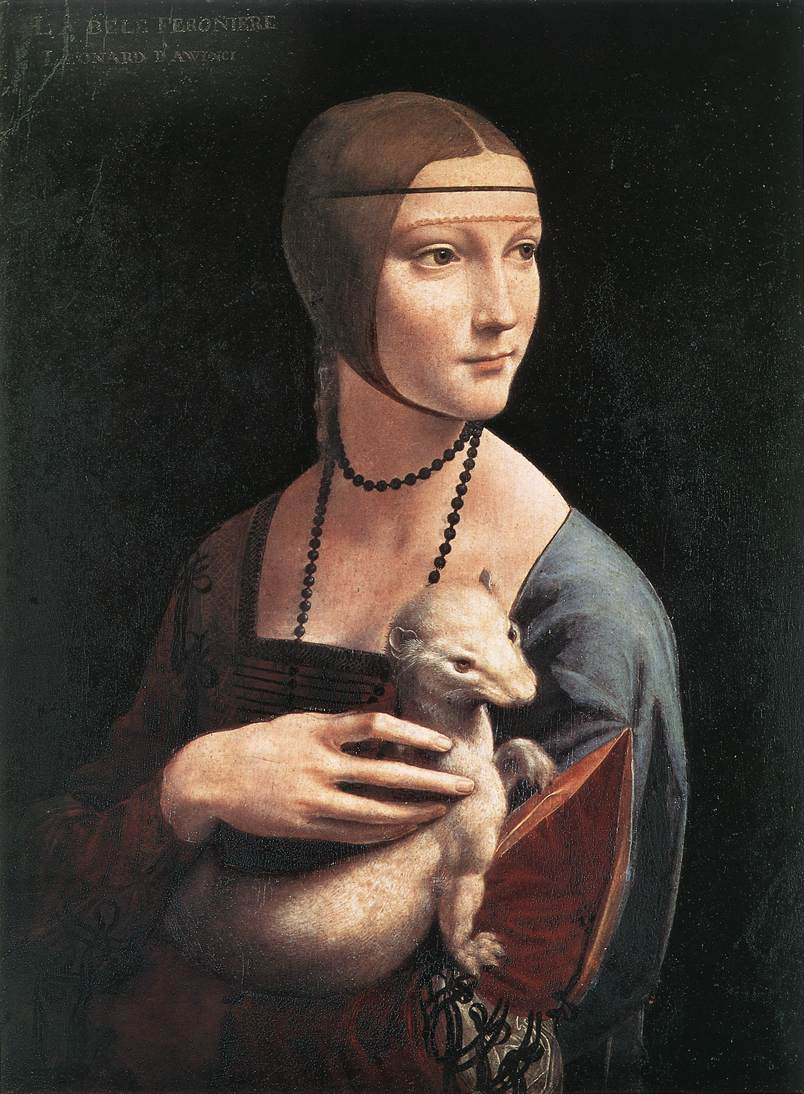
Дама с горностаем

Начал свою карьеру при дворе Лоренцо Великолепного во Флоренции. В 1483 году жил при дворе Гонзага, а в 1485 году стал придворным поэтом Лодовико Сфорца, другого покровителя Леонардо да Винчи. Сочинял панегирики своим покровителям и соревновался с другими придворными поэтами, иногда в типичной для итальянского Возрождения форме бурлеска.
Посвятил сонет портрету Чечилии Галлерани — картине «Дама с горностаем», впрочем, весьма вторичный относительно Петрарки, но ставший главным источником сведений о существовании этой картины. Кроме того, его поэма послужила основой для организованного Леонардо театрализованного представления «Paradiso» («Рай»).